# Candida suecica
Candida suecica är en svampart som beskrevs av Rodr. Mir. & Norkrans 1968. Candida suecica ingår i släktet Candida, ordningen Saccharomycetales, klassen Saccharomycetes, divisionen sporsäcksvampar och riket svampar.   Inga underarter finns listade i Catalogue of Life.